# Битка код Сирига
Битка код Сирига (1849) била је део Мађарске револуције 1848.

## Увод
Аустријски и руски цар споразумели су се 19. маја 1849. у Варшави да руске снаге садејствују аустријским у гушењу Мађарске револуције, с тим да заједничка дејства почну 17. јуна. Мађарска влада упутила је протест европским државама због предстојеће руске интервенције, али је тај протест остао без одговора. Руска војска је 16. јуна 1849. упала у Словачку и до 3. јула заузела Кошице и Дебрецин. Истовремено је аустријска војска 21. јуна потиснула мађарску главнину у Коморан и 11. јула заузела Будим, где се сусрела са руским снагама.

## Битка
Аустријанци су крајем јула кренули из Пеште на Сегедин (седиште мађарске владе). Истовремено се мађарски корпус генерала Перцела, угрожен од Руса и Аустријанаца, повукао у сегедински мостобран, где се сјединио са корпусом Антала Ветера, који се повлачио из Бачке. Врховну команду над свим мађарским снагама (око 60.000 људи) примио је генерал Дембињски, који је намеравао да се споји са Гергејем, који се повлачио према Дебрецину. Међутим, аустријска војска је започела широк маневар за опкољавање Сегедина, па је мађарска војска прешла на леву обалу Тисе и заузела положај код Сирига (близу Сегедина). Аустријанци су 5. августа прешли у напад и натерали Мађаре на повлачење. 

## Последице
Остаци мађарске војске узмакли су према Темишвару, где су се сјединили са опсадном војском генерала Бема: ова војска (око 80.000) потучена је 9. августа у бици код Темишвара и потиснута према Лугожу, где је већи део капитулирао, а влада је прешла у Арад и покушала да преговара са Русима, који су их одбили и упутили на Аустрију.